# Narodnaïa Volia (XXIe siècle)
Pour les articles homonymes, voir Narodnaïa Volia.
Narodnaïa Volia (en russe : Народная Воля, en français « Volonté populaire », son nom complet est Партия Национального Возрождения « Народная Воля », Partiïa Natsionalnogo Vozrojdeniïa « Narodnaïa Volia », soit « Parti de la renaissance nationaliste « Volonté populaire » ») est un parti nationaliste russe créé en décembre 2001, et dissous le 13 décembre 2008.

## Historique
Narodnaïa Volia est créé en décembre 2001 par Sergueï Babourine en unissant quatre petits partis nationalistes. Son nom renvoie au Narodnaïa Volia, une organisation anarchiste terroriste russe de la fin du XIXe siècle responsable de plusieurs attentats à la bombe.
En septembre 2003, Narodnaïa Volia rejoint la coalition Rodina qui gagne de nombreux sièges lors de l'élection à la Douma en 2003. Le parti est perçu comme le plus nationaliste et conservateur des partis au sein de Rodina, majoritairement à gauche, et certains de ses membres ont été autrefois associés à des mouvements d'extrême droite russes.
En juillet 2005, le parti formule au Comité pour le Règlement de la Chambre basse du Parlement la demande de création du groupe parlementaire Volonté populaire (soit le nom du parti) pour réintégrer le groupe des députés de Rodina[réf. souhaitée]. En novembre 2005, Sergueï Babourine se prononce en faveur de la mise en place d'une alliance entre tous les partis de droite[réf. souhaitée].
En octobre 2006, Narodnaïa Volia ne rejoint pas le nouveau parti Russie juste, contrairement à la plupart des partis de la coalition Rodina. En novembre 2006, le parti se fait connaître en tant que l'un des organisateurs majeurs du défilé nationaliste du Jour de l'unité, qui se tient à Moscou.
Lors des élections régionales de 2007 dans l'oblast d'Omsk, Volonté populaire recueille 1,5% des suffrages. Sergueï Babourine dénonce une falsification des votes au niveau des nombreux villages de la région en faveur du parti Russie unie. À l'approche des élections législatives russes de 2007, Sergueï Babourine se rapproche de Guennadi Ziouganov. Mais début novembre 2007, la commission électorale élimine plusieurs partis suspectés d'irrégularités, dont l'Union du peuple russe, une coalition menée par Volonté populaire.
Narodnaïa Volia est dissout le 13 décembre 2007 à la suite des législatives du 2 décembre 2007.

## Membres
- Alexandre Routskoï
- Viktor Alksnis
- Nikolai Leonov

Aujourd'hui[Quand ?], neuf membres de Narodnaïa Volia sont députés à la Douma d'État.

## Réseau politique
À l'échelle nationale, Narodnaïa Volia est allié avec le Parti socialiste uni de Russie, et coopère avec plusieurs partis plus petits, dont Patriotes de Russie, Renaissance russe (Guennadi Selezniov), et Pour une vie décente (Sergueï Glazyev).
Narodnaïa Volia se réclame des liens internationaux avec d'autres partis politiques nationalistes, dont le Parti socialiste progressiste d'Ukraine, le Front national français, et le Parti radical serbe.

### Pages liées
- Sergueï Babourine
- Politique en Russie